# Anatólia

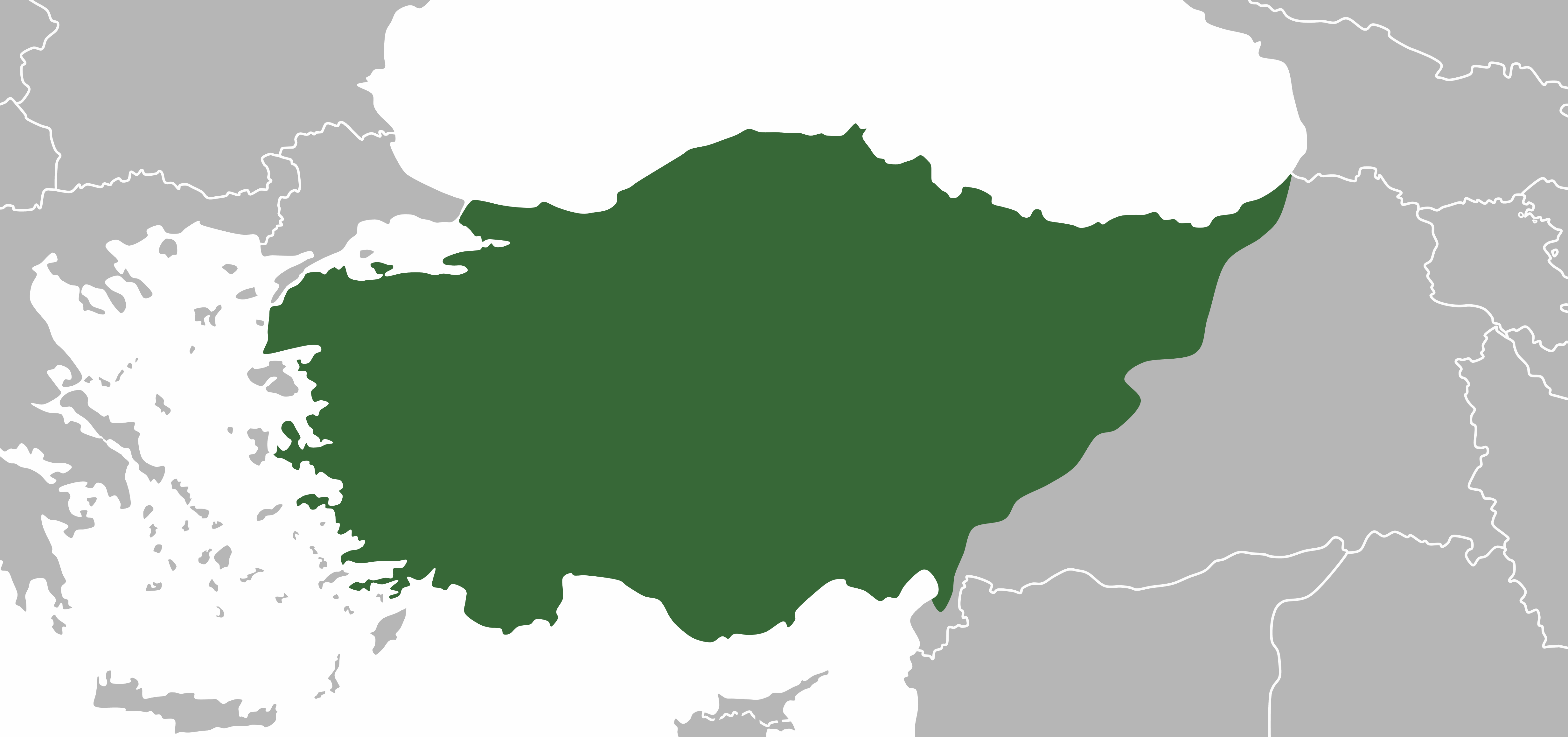
Anatólia (Kis-Ázsia) fekvése a Török Köztársaságon belül

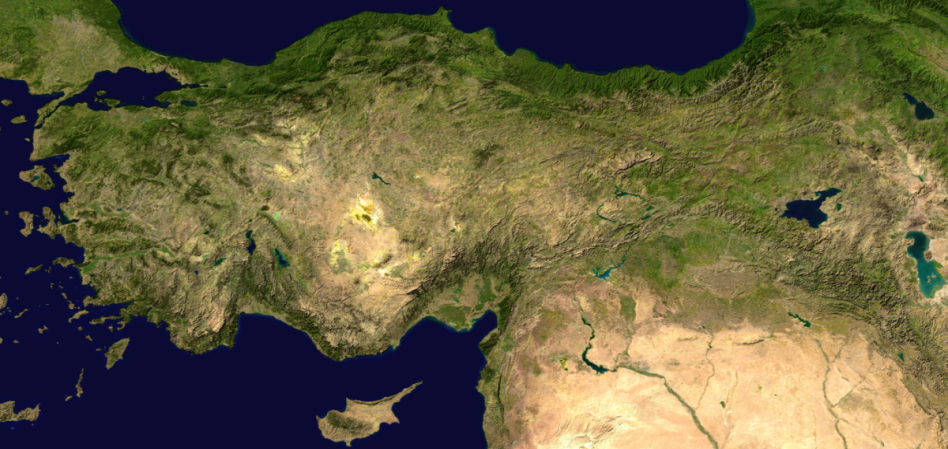
Műholdkép Kis-Ázsiáról

Anatólia vagy Kis-Ázsia (görögül Aνατολή, "Αnatolé" vagy Ανατολία, "Anatolia"; törökül Anadolu) egy félsziget, Délnyugat-Ázsia része, amely a mai Török Köztársaság területén található. A görög szó „napkeletet” jelent. A Kis-Ázsia elnevezés az ókori latin Asia Minor megnevezésből származik, amely viszont valószínűleg egy nyugat-anatóliai kis királyság, Asszuva nevéből alakult ki.

## Földrajz

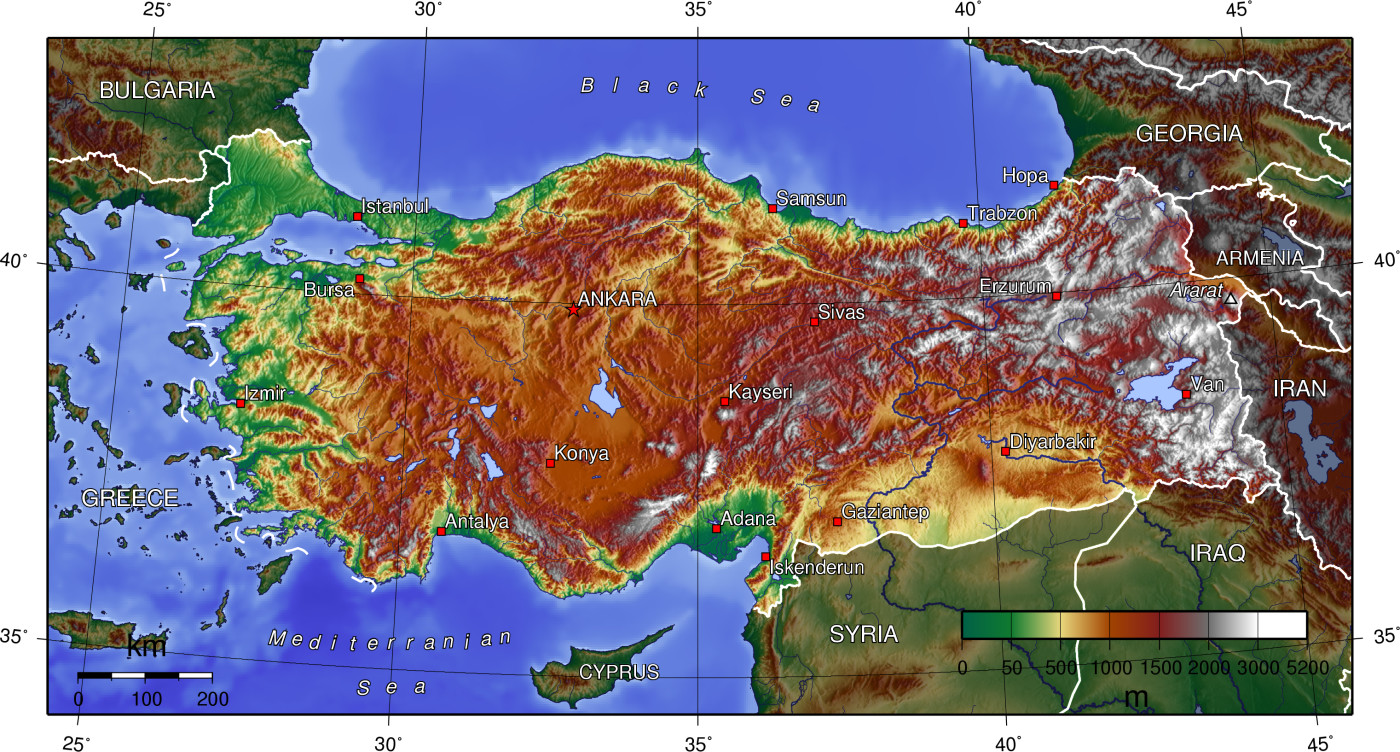
A Török Köztársaság domborzati térképe

Anatólia hídszerűen helyezkedik el Európa és Ázsia fő területei között. Az Anatóliai-fennsík egy nagy, félszáraz fennsík, amit dombok és hegyek szegélyeznek, és amik sok helyen korlátozzák a kijutást a termékeny, sűrűn lakott tengerparti vidékekhez.
Az anatóliai terep szerkezetileg összetett. Egy központi hegytömb, ami magas hegyvonulatokból, köztük bemélyedésekből áll, amiket friss üledék borít, s együtt egy durva felszínű fennsíkot alkotnak, két gyűrt lánchegység közé ékelődik, amik keletre egymás felé tartanak. Az igazi alföld néhány parti sávra korlátozódik a Fekete-tenger és a Földközi-tenger partján. A sík vagy lankás föld ritka, és nagyrészt a Kızılırmak – ókori nevén Halüsz vagy még korábban Marasszanta – deltáját, Kilikia parti síkságát, a Gediz és a Büyük Menderes (ókori Hermosz és Nagy-Maiandrosz) folyók völgyét, és néhány belső anatóliai felföldet jelent a Tuz Gölü (Sós-tó) és a Konya-medence környékén.
A Fekete-tenger menti vidéknek meredek, sziklás partja van, ahol a folyók vízesésekkel haladnak át a parti szurdokokon. Néhány nagyobb folyónak, amik mélyen bevágják a Pontuszi-hegységet (Dogukaradeniz Daglari), vannak mellékfolyói, amik széles, magasan fekvő medencékben folynak. A partról a belföld elérése néhány szűk völgyre korlátozódik, mivel a hegygerincek – nyugaton 1500–1800 m, keleten 3–4000 m a Kaçkar-hegységben – majdnem összefüggő falat alkotnak a part és a belső részek között. A magasabb, északnyugati lejtők többnyire sűrű erdővel benőttek. Ezen természeti körülmények miatt a Fekete-tenger partja történelmileg el volt választva Anatóliától.

## Történelem
Mivel Anatólia Ázsia és Európa kereszteződésénél található, kulcsfontosságú szerepet játszott a történelem során, és az őskortól kezdve számos civilizáció bölcsőjeként funkcionált: újkőkori kerámia előtti civilizációk (Çayönü, Nevali Cori, Göbekli Tepe, Karain), keramikus civilizációk (Çatalhöyük, Hacilar) és a  mersini civilizáció, a kalkoitikum(i. e. 5500–3000) idejéből Alacahöyük, Alisar, Canhasan, Karaz, a korai bronzkorból (i. e. 3000–2000) Ahlatlibel, Eskíyapar, Etíyokusu, Ferzant, Beycesultan, Bolu, Elmali, Emirdag, Hasanoglan, Horoztepe, Kalinkaya, Karaoglan, Karayavsan, Kültepe, Mahmatlar, Merzifon, és az asszír kereskedőkolóniák korából (i. e. 1950–1750): Bogazköy, Ilica, Inandik, Köylütolu. Trója településtörténete az újkőkorszakban kezdődik és folyamatosan tart a vaskorig.
A történelem folyamán számos nép telepedett le vagy foglalta el – hosszabb, rövidebb időre – Anatólia területét, közöttük például: a kolkhisziak, hattik, lúviak, hettiták, frígek, kimmerek, lüdök, perzsák, kelták, tabálok, műszök, görögök, pelaszgok, örmények, rómaiak, gótok, kurdok, bizánciak, mongolok, arabok, szeldzsuk törökök, oszmán törökök.
A történeti források szerint beszéltek itt indoeurópai és sémi nyelveket, de más bizonytalan eredetűeket is. Egyes tudósok szerint Anatólia az indoeurópai nyelvcsalád bölcsője, a hettita és lúvi nyelvek archaikus voltából kiindulva. Más tudósok szerint az ősi etruszk népcsoport is anatóliai származású.
Anatólia lakossága jelenleg többségében török anyanyelvű, aminek kezdete a 11. századi szeldzsuk hódításra megy vissza, bár a területen egészen a 20. századig több etnikum is együtt élt. A  trákiai törököket Anatóliába telepítették át a Balkán-háborúk idején, a lausanne-i békeszerződés értelmében pedig a Törökországban élő görög kisebbség nagy részét Görögországba telepítették át, míg a Görögországban élő törököket az anyaországba telepítették vissza. Anatólia délkeleti részén nagy számú kurd kisebbség él, míg északkeleten örmények és grúzok is laknak.